# لوسیانو پالوس
لوسیانو پالوس (انگلیسی: Luciano Palos؛ زادهٔ ۲۹ نوامبر ۱۹۷۹) بازیکن فوتبال اهل آرژانتین است.